# Alexandro Noguera
Alexandro Noguera (Caracas; 14 de octubre de 1970) es un actor, imitador y comediante venezolano, mayormente conocido por crear e interpretar el personaje de Charly Mata, figura que surgió en 1996, en el programa de televisión Radio Rochela que se transmitió por Radio Caracas Televisión.

## Primeros años
Alexandro Noguera se inició en la actuación, a los 13 años de edad, en una de las barriadas de Petare, donde vivió durante 20 años. En esta localidad caraqueña, Noguera se presentaba con obras cómicas de calle, algunas de ellas escritas y producidas por él mismo, en base a parodias de personajes de la cotidianidad del barrio, muy al estilo de la Radio Rochela.
A los 17 años ingresó en la Escuela de Teatro Porfirio Rodríguez de Petare. Formó parte de las agrupaciones teatrales Tiempo Común y Quinta Promoción y, más adelante, recomendado por el actor Rodolfo Drago, comenzó a trabajar en Marte TV como utilero.
Luego ingresa en RCTV como asistente del actor Eduardo Serrano, rol que le sirvió para observar cómo funciona el canal que transmitía el programa cómico Radio Rochela y le permitió participar en una etapa de selección de nuevos talentos, proceso en el que fue seleccionado entre más de 150 aspirantes.

## Carrera

### Creación de Charly Mata
El personaje de Charly Mata, caracterizado por el cabello afro alto, un traje disco al estilo de los años 70 del siglo XX, un bigote semejante al del salsero Oscar d' León en sus inicios y unos anteojos de marco estrambótico, nació durante una “echadera de broma” de doble sentido entre Noguera y el actor cómico Ernesto “Pepeto” López.
“Decíamos que nosotros éramos, pero nos salimos. Pepeto decía que en Barlovento (una localidad costera del estado Miranda) la gente le hacía cola y repetían los lugareños. Yo le decía que había gente que, por el hecho de ponerse un zarcillo creían que ya eran. Yo no, yo sí era de verdad, pero me salí, claro, esa vaina duele mucho… Charly Mata viene de ahí”, recuerda el actor.
Aunque Noguera fue el creador del personaje, fue bautizado con el nombre de Charly Mata por parte del productor ejecutivo de Radio Rochela, Carlos Lamus. En un principio, los ejecutivos del canal querían que la interpretación la hiciera Emilio Lovera. No obstante, Lamus explicó que le correspondía interpretarlo a Alexandro Noguera, por ser autor de la idea.
En su etapa de Radio Rochela, el encargado de escribir los textos de Charly Mata fue Sergio Jablón, libretista venezolano que en la actualidad ejerce el liderazgo en el equipo de escritores de la división de Entretenimiento de Univisión.
Charly Mata apareció en la Radio Rochela desde 1996 hasta la cancelación del programa, en 2010. Posteriormente, continuó en las cuatro temporadas del programa Misión Emilio, creado y guiado por Emilio Lovera y transmitido por la estación venezolana de TV, Televen.
El personaje se mantiene hasta hoy, con presentaciones en vivo y en algunas plataformas digitales

### Otros medios
En el cine incursionó con el cortometraje Morris y Harris - Operación Lingüini (2011), dirigido por Tomás Lovera largometraje Locos y peligrosos (2015), dirigida por Eduardo Serrano y Javier Paredes
En 2017, en medio de fuertes tensiones políticas, sociales y económicas en Venezuela, el artista urbano conocido como Badsura, elaboró un mural de Charly Mata como parte de una serie de obras orientadas a rescatar “la sonrisa y el chalequeo” en la deprimida población de la capital venezolana. La pieza fue cubierta al poco tiempo.
El actor caraqueño también incursionó en la telenovela con participaciones en títulos como Cambio de piel (1997-1998), escrita por José Ignacio Cabrujas y protagonizada por Coraima Torres y Eduardo Serrano; Volver a vivir (1996) con guion de Fausto Verdial y las interpretaciones principales de Gledys Ibarra, Carlos Cámara Jr. y Eduardo Serrano; La inolvidable (1996), escrita por Humberto "Kiko" Olivieri y protagonizada por Cristianne Gout y Rafael Romero, entre otras producciones dramáticas.
Igualmente, Noguera formó parte del elenco de un par de radionovelas trasmitidas por la emisora caraqueña con el dial 1.300 AM. Estas fueron La sobra justiciera y Cuando calienta el sol, en esta última, sobre la vida del cantante Luis Miguel, el caraqueño interpreta al papá del artista mexicano.
En el cine incursionó con el cortometraje Morris y Harris - Operación Lingüini (2011), dirigido por Tomás Lovera; y en el largometraje Locos y peligrosos (2015), dirigida por Eduardo Serrano y Javier Paredes.
Sobre las tablas Alexandro Noguera ha participado en obras como Tres historias para ser contadas del escritor Oswaldo Dragún; La respuesta del otro mundo con el Grupo Rendija y escrita por Leopoldo Ayala Michelena; Con nosotros si se ríen, escrita y dirigida por el propio Alexandro Noguera; Otro cuento de Navidad, escrita por Laureano Márquez. Ha creado propuestas como Las gaitas de Charly Mata y Las Gaitas de las Locas

### Personajes
En el ámbito de la comicidad, aparte de Charly Mata, Alexandro Noguera ha creado y le ha dado vida a personajes como Pata e’ Cabra, El Rapero, Farmacia, Yo también te adoro y El Pana, El Más Metido, Superhéroe Criollo, Voces del Más Allá, Cónsul del Otro Lado, Chamo Extremo, Los Rusos García, Mala Praxis, El Gestor Carrillo y Los Viejitos, entre otros, muchos de los cuales han tenido continuidad hasta hoy en presentaciones en vivo o sketchs para formatos digitales.
Por otra parte. Alexandro Noguera ha doblado la voz de Nicolás Maduro y de otros políticos venezolanos como Claudio Fermín y Luis Herrera Campins, entre otros.
A causa de la pandemia por la COVID-19, el artista debió suspender una gira con su espectáculo titulado ¿Y la visa pa’ cuando?, nombre que parodia el tema musical de Jennifer López, “El anillo” que en una de sus estrofas pregunta “¿Y el anillo pa’ cuando?”. El show involucra a Charly Mata y a otros de sus personajes entre los que se cuentan Pata e’ Cabra, Superhéroe Criollo, Mala Praxis, El Influencer Mi Gente y El Trovador Novato.

## Premios y reconocimientos
En 1998, Alexandro Noguera obtuvo el premio a la Mejor Imitación del Año, la Pantalla de Oro como Actor Cómico,  otorgado por el canal de TV RCTV. Durante la celebración del 40 Aniversario de la Radio Rochela, fue reconocido con el premio al Personaje del Año, por Charly Mata; y, en ocasión del 45 aniversario del mismo programa, recibió el premio a la Imitación Masculina del año 2004.
También obtuvo el Cacique de Oro al Actor Cómico por Excelencia, en el año 1999 y recibió un Diploma de reconocimiento del Regimiento Guardia de Honor, como Actor Cómico en ese mismo año.